# Rána deštníkem
Rána deštníkem (v originále Le Coup du parapluie) je francouzský hraný film z roku 1980, který režíroval Gérard Oury podle vlastního scénáře. Film popisuje osudy roztržitého pařížského herce, který se omylem připlete mezi mafiány. Snímek vyšel v ČR na DVD v roce 2007.

## Děj
Herec Gregoire Lecomte se snaží najít dobrou práci, ale dostává pouze malé role v divadle a nebo v reklamách. Jednoho dne dostane pozvání od producenta, který shání herce do role chladného zabijáka. Gregoire si však splete dveře a vejde do kanceláře mafiánského bosse Barbariniho, který očekává nájemného vraha Moskowitze. Gregoire převezme nabídku v domnění, že se jedná o film. Má na objednávku afrického diktátora zabít milionářského obchodníka se zbraněmi Krampeho, který pořádá velkou narozeninovou party v Saint-Tropez. Jako zbraň má použít deštník s vystřelovací jehlou napuštěnou jedem. Gregoire považuje deštník za pouhou rekvizitu.
Gregoire má v soukromém životě mnoho milenek a žije se žárlivou policistkou Josyane, která ho nechává sledovat svými kolegyněmi. Nasadí na něj mladou policistku Sylvette, která ho rovněž považuje za Moskowitze.
Gregoire se Sylvette společně odlétají do Saint-Tropez, kam se vydají i zabiják a Gregoirova přítelkyně Josyane. Gregoire cestou nechtěně zabije dva nájemné vrahy, které na něho poslal Krampe.
Krampe se ho pokusí koupit, ale je sám zabit pravým zabijákem Moskowitzem, který opět získal otrávený deštník. V tom momentu jej Sylvette zastřelí. Když Gregoire pochopí, že to nebylo hrané, dostane nápad využít příběh pro vlastní film. Přemluví mafiána Barbariniho, aby tento film produkoval. Film má úspěch a je uveden následujícího roku na filmovém festivalu v Cannes.

## Obsazení
| Pierre Richard     | Grégoire Lecomte  |
| Valérie Mairesse   | Sylvette          |
| Christine Murillo  | Josyane Leblanc   |
| Gordon Mitchell    | Moskowitz         |
| Gérard Jugnot      | Frédo             |
| Dominique Lavanant | Mireille          |
| Axelle Abbadie     | Juliette          |
| Yaseen Khan        | Radj Kahn         |
| Didier Sauvegrain  | Stanislas Lefort  |
| Mike Marshall      | doktor            |
| Roger Carel        | Salvatore Bozzoni |
| Vittorio Caprioli  | Don Barberini     |
| Gert Fröbe         | Otto Krampe       |
| Philippe Bruneau   | Didier            |

## Ocenění
Albert Jurgenson byl v roce 1981 nominován na cenu César v kategorii nejlepší střih (vítězkou se ale stala Martine Barraqué za Poslední metro).

## Zajímavosti o filmu
- příběh byl volně inspirován skutečnými událostmi z roku 1978, kdy byli pomocí otráveného deštníku zavražděni bulharští disidenti Georgi Markov v Londýně a Vladimir Kostov v pařížském metru
- Postava Stanislas Lefort má stejné jméno jako měl Louis de Funès ve filmu Velký flám, který také režíroval Gérard Oury
- Během scény na parkovišti na letišti v Nice, kdy doktor nastupuje do vozu, je za ním vidět cedule, na které jsou velkými písmeny uvedeny jméno režiséra, název filmu a jméno hlavního herce
- Hudba z tohoto filmu byla podruhé použita v roce 1987 ve snímku Le Moustachu s Jeanem Rochefortem
- Herec Gert Fröbe hovořící plynně německy, anglicky a francouzsky nemusel být v originální verzi dabován